# Manon Briand
Pour les articles homonymes, voir Briand.
Manon Briand, née en 1964 à Baie-Comeau, est une réalisatrice, scénariste et productrice canadienne. En 2013 son film La turbulence des fluides a eu 4 nominations dont celui de meilleur scénario au Prix Jutra ( Maintenant Prix Iris) Elle a remporté le prix  Women in Film and Television Artistic Merit Award au festival de Vancouver pour son film Liverpool. Manon Briand est en préproduction pour son prochain long métrage, une comédie intitulée Le chef et la douanière est une coproduction de la compagnie canadienne Item 7 avec Chapka Films en France. Le tournage débutera à l'été 2022.

## Filmographie

### Comme réalisatrice
- 1991 : Les Sauf-conduits
- 1992 : Croix de bois
- 1995 : Picoti Picota
- 1996 : Cosmos
- 1998 : 2 secondes
- 2001 : Heart: The Marilyn Bell Story (téléfilm)
- 2002 : La Turbulence des fluides
- 2012 : Liverpool
- 2024 : Tous toqués!

### Comme scénariste
- 1991 : Les Sauf-conduits
- 1992 : Croix de bois
- 1998 : 2 secondes
- 2002 : La Turbulence des fluides
- 2012 : Liverpool
- 2022: Le chef et la douanière

### Comme productrice
- 1991 : Les Sauf-conduits